# ADO in het seizoen 1968/69
Het seizoen 1968/1969 was het 15e jaar in het bestaan van de Haagse betaaldvoetbalclub ADO. De club kwam uit in de Eredivisie en eindigde daarin op de zesde plaats. Tevens deed de club mee aan het toernooi om de KNVB Beker, hierin werd in de derde ronde, na verlenging, verloren van N.E.C. (1–2).

## Wedstrijdstatistieken

### Eredivisie
|       | Ajax  | AZ '67 | DOS   | DWS   | Feijenoord | Fortuna SC | Go Ahead | GVAV  | Holland Sport | MVV   | NAC   | N.E.C. | PSV   | Sparta | Telstar | FC Twente '65 | Volendam |
| ----- | ----- | ------ | ----- | ----- | ---------- | ---------- | -------- | ----- | ------------- | ----- | ----- | ------ | ----- | ------ | ------- | ------------- | -------- |
| Thuis | 2 – 5 | 2 – 0  | 1 – 3 | 2 – 0 | 2 – 3      | 4 – 0      | 1 – 1    | 3 – 2 | 2 – 1         | 1 – 0 | 1 – 1 | 3 – 0  | 0 – 0 | 0 – 0  | 2 – 2   | 1 – 3         | 4 – 0    |
| Uit   | 1 – 0 | 1 – 1  | 1 – 1 | 0 – 0 | 1 – 1      | 0 – 0      | 2 – 1    | 1 – 0 | 1 – 3         | 1 – 2 | 0 – 1 | 0 – 1  | 2 – 0 | 2 – 2  | 1 – 1   | 2 – 0         | 0 – 0    |

### KNVB Beker
| 1e ronde                                                   | SC Gooiland                                                               | 1 – 5 (1 – 2)                      | ADO                                                                                     |
| 15 september 1968 Plaats: Hilversum Gemeentelijk Sportpark | Sveto Stanišić 39'                                                        |                                    | 35' Kees Aarts 36' Harrie Heijnen 48' Piet Giesen 87' Piet de Zoete 88' Lex Schoenmaker |
| 2e ronde                                                   | ADO                                                                       | 4 – 2 (1 – 0, 1 – 1) Na verlenging | ADO                                                                                     |
| 27 oktober 1968 Plaats: Den Haag Zuiderparkstadion         | Harrie Heijnen 31' Piet Giesen 97' Aad Mansveld 113' Lex Schoenmaker 115' |                                    | 55' Felix Muller 95' Richard Schemmekes                                                 |
| 3e ronde                                                   | N.E.C.                                                                    | 2 – 1 (1 – 1, 1 – 1) Na verlenging | ADO                                                                                     |
| 9 maart 1969 Plaats: Nijmegen Goffertstadion               | Chris Geutjes 7', 106'                                                    |                                    | 8' Harrie Heijnen                                                                       |

### Intertoto Cup
| Groep A6                                                   | ADO                                  | 2 – 0 (1 – 0)    | FC Lugano                              |
| 27 mei 1968 Plaats: Den Haag Zuiderparkstadion             | Kees Aarts 12', 53'                  | Wedstrijdverslag |                                        |
| Groep A6                                                   | ADO                                  | 2 – 0 (0 – 0)    | RC Paris                               |
| 11 juni 1968 Plaats: Den Haag Zuiderparkstadion            | Harrie Heijnen 64' Henk Houwaart 89' | Wedstrijdverslag |                                        |
| Groep A6                                                   | FC Lugano                            | 1 – 2 (1 – 1)    | ADO                                    |
| 15 juni 1968 Plaats: Lugano Stadio di Cornaredo            | Otto Luttrop 30'                     | Wedstrijdverslag | 35' Lambert Maassen 60' Harrie Heijnen |
| Groep A6                                                   | Racing Club de France                | 3 – 0 (2 – 0)    | ADO                                    |
| 18 juni 1968 Plaats: Parijs Stade olympique Yves-du-Manoir | Philippe Levavasseur 40', 41', 70'   | Wedstrijdverslag |                                        |

### Europacup II
| 1e ronde                                              | ADO                                                     | 4 – 1 (1 – 1)    | Grazer AK               |
| 19 september 1968 Plaats: Den Haag Zuiderparkstadion  | Piet Giesen 41', 69' Lex Schoenmaker 53' Kees Aarts 57' | Wedstrijdverslag | 40' Erwin Hohenwarter   |
| 1e ronde                                              | Grazer AK                                               | 0 – 2 (0 – 1)    | ADO                     |
| 3 oktober 1968 Plaats: Graz Liebenauer Stadion        |                                                         | Wedstrijdverslag | 16', 89' Harrie Heijnen |
| 2e ronde                                              | ADO                                                     | 0 – 1 (0 – 0)    | 1. FC Köln              |
| 12 november 1968 Plaats: Den Haag Zuiderparkstadion   |                                                         | Wedstrijdverslag | 88' Jürgen Jendrossek   |
| 2e ronde                                              | 1. FC Köln                                              | 3 – 0 (1 – 0)    | ADO                     |
| 27 november 1968 Plaats: Keulen Müngersdorfer Stadion | Hannes Löhr 2', 52' Peter Blusch 74'                    | Wedstrijdverslag |                         |

## Statistieken ADO 1968/1969

### Eindstand ADO in de Nederlandse Eredivisie 1968 / 1969
| Stand | Gespeeld | Gewonnen | Gelijk | Verloren | Punten | Doelpunten voor | Doelpunten tegen |
| ----- | -------- | -------- | ------ | -------- | ------ | --------------- | ---------------- |
| 6e    | 34       | 12       | 13     | 9        | 37     | 45              | 37               |

### Topscorers
| #      | Naam             | Goal |
| ------ | ---------------- | ---- |
| 1.     | Lex Schoenmaker  | 18   |
| 2.     | Kees Aarts       | 5    |
| 2.     | Piet Giesen      | 5    |
| 2.     | Aad Mansveld     | 5    |
| 5.     | Harrie Heijnen   | 3    |
| 6.     | Piet van Miert   | 2    |
| 6.     | Piet de Zoete    | 2    |
| 8.     | Siem van der Ham | 1    |
| 8.     | Joop Jochems     | 1    |
| 8.     | Joop Korevaar    | 1    |
| 8.     | Lambert Maassen  | 1    |
| 8.     | Louis de Puyt    | 1    |
| Totaal | Totaal           | 45   |

| #      | Naam            | Goal |
| ------ | --------------- | ---- |
| 1.     | Harrie Heijnen  | 3    |
| 2.     | Piet Giesen     | 2    |
| 2.     | Lex Schoenmaker | 2    |
| 4.     | Kees Aarts      | 1    |
| 4.     | Aad Mansveld    | 1    |
| 4.     | Piet de Zoete   | 1    |
| Totaal | Totaal          | 11   |

| #      | Naam            | Goal |
| ------ | --------------- | ---- |
| 1.     | Kees Aarts      | 2    |
| 1.     | Harrie Heijnen  | 2    |
| 3.     | Henk Houwaart   | 1    |
| 3.     | Lambert Maassen | 1    |
| Totaal | Totaal          | 6    |

| #      | Naam            | Goal |
| ------ | --------------- | ---- |
| 1.     | Piet Giesen     | 2    |
| 1.     | Harrie Heijnen  | 2    |
| 3.     | Kees Aarts      | 1    |
| 3.     | Lex Schoenmaker | 1    |
| Totaal | Totaal          | 6    |

## Voetnoten
ADO ·
Ajax ·
AZ '67 ·
DOS ·
DWS ·
Feijenoord ·
Fortuna SC ·
Go Ahead ·
Holland Sport ·
GVAV ·
MVV ·
NAC ·
N.E.C. ·
PSV ·
Sparta ·
Telstar ·
FC Twente '65 ·
Volendam